# Milena Busquets

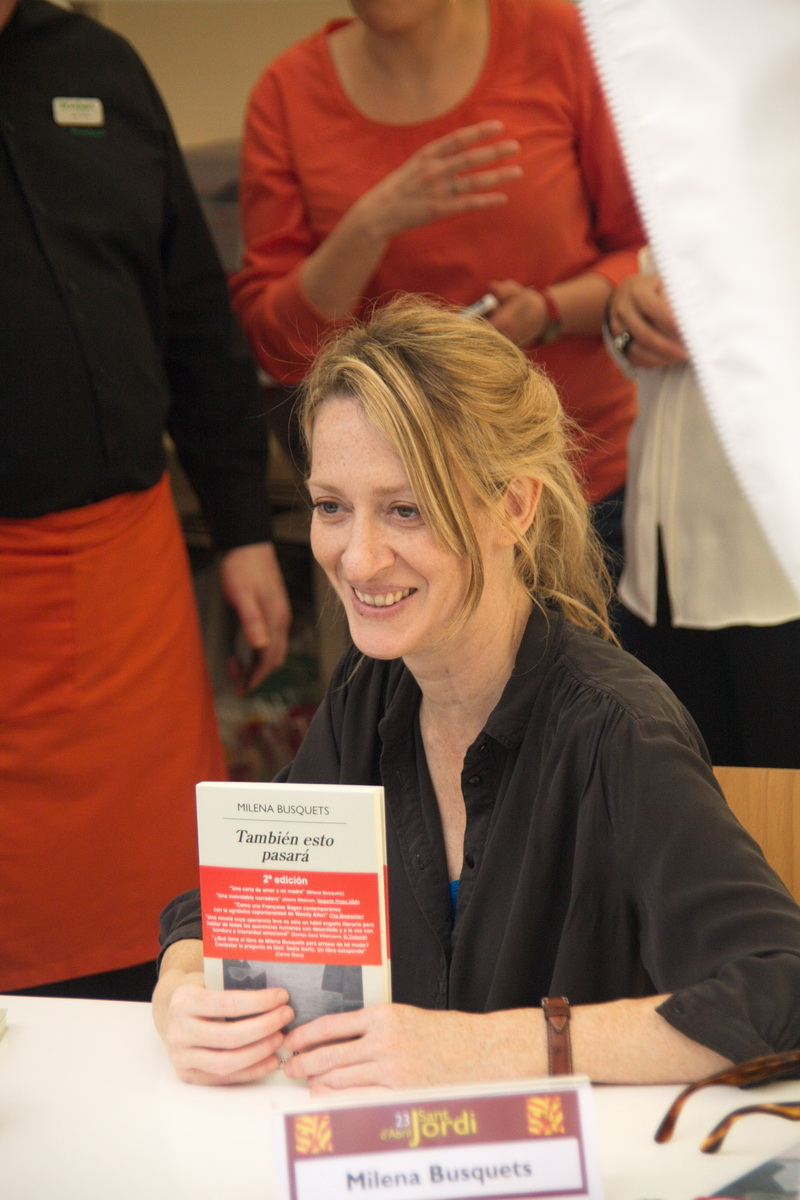
Milena Busquets

Milena Busquets (* 1972 in Barcelona) ist eine spanische Übersetzerin, Journalistin und Romanautorin.

## Leben und Werk
Milena Busquets wurde 1972 in Barcelona geboren. Sie ist die Tochter der bekannten katalanischen Verlegerin und Schriftstellerin Esther Tusquets († 2012). In Barcelona besuchte sie die Französische Schule. Anschließend studierte sie Archäologie am University College London.
Durch die Arbeit ihrer Mutter war sie von klein auf in Kontakt mit der Verlagswelt. Trotz ihres Archäologie-Studiums stieg sie daher schon früh in den Lumen-Verlag der Mutter ein, in dem sie bis zum Verkauf an Random House Mondadori als Lektorin tätig war. Gemeinsam mit ihrer Mutter und ihrem Onkel Óscar Tusquets gründete sie den Verlag RqueR, dessen Leitung sie übernahm. Ausbleibende Erfolge führten zu einem frühen Ende des vielversprechenden Verlagsprojekts.
2008 gab Busquets mit dem Roman Hoy he conocido a alguien ihr literarisches Debüt.
Daneben schrieb sie für das Fashion-Magazin Harper’s Bazaar sowie die wöchentliche Modebeilage SMODA von El País und besaß ihren eigenen Blog bei der Internetzeitung eldiario.es. Des Weiteren war sie im Bereich Public Relations des spanischen Modeunternehmens Loewe tätig und veröffentlichte Texte und Fotos auf ihrem Lifestyle-Blog.
Zurzeit arbeitet sie als Übersetzerin für Romane aus dem Englischen und Französischen sowie als Journalistin.
Ihr Roman Auch dies wird vergehen (2015), der autobiografische Züge trägt und in Teilen an Bonjour tristesse (1954) der französischen Autorin Françoise Sagan erinnert, erhielt bereits vor seinem Erscheinen international große Beachtung und galt als Überraschungserfolg der Frankfurter Buchmesse 2014. Er wird in mehr als dreißig Ländern verlegt.
Busquets arbeitet und lebt mit ihren zwei Kindern in Barcelona.

## Publikationen

### Romane
- Auch das wird vergehen. Roman. Aus dem Spanischen von Svenja Becker, Berlin: Suhrkamp Verlag 2015, ISBN 978-3-518-42527-5 (Originaltitel: También esto pasará. Anagrama 2015).
- Hoy he conocido a alguien (Bruguera 2008).

### Artikel (Auswahl)
- Charla íntima con Ana María Matute. In: SMODA. EL PAÍS. N° 84. 28. April 2013.
- Colita: ‚No puedo expresar el profundo desprecio que siento hacia los políticos‘. In: SMODA. EL PAÍS. N° 123. 26. Januar 2014.